# Лі Ун Дже
Лі Ун Дже (кор. 이운재, нар. 26 квітня 1973, Чхонджу) — південнокорейський футболіст, що грав на позиції воротаря.
Виступав, зокрема, за клуби «Сувон Самсунг Блювінгз» та «Сувон Самсунг Блювінгз», а також національну збірну Південної Кореї. Один з небагатьох гравців світового футболу, що брали участь у 4 фінальних частинах чемпіонатів світу.

## Клубна кар'єра
Народився 26 квітня 1973 року в місті Чхонджу. Займався футболом в команді сеульського університету Кьонхі.
У дорослому футболі дебютував 1996 року виступами за команду клубу «Сувон Самсунг Блювінгз», в якій грав до 2010 року, взявши за цей час участь у 261 матчі чемпіонату. Більшість часу, проведеного у складі «Сувон Самсунг Блювінгз», був основним голкіпером команди, чотири рази вигравав чемпіонат Південної Кореї. Протягом 2000—2001 років також захищав на умовах оренди кольори команди клубу «Санджу Санму».
Завершив професійну ігрову кар'єру у клубі «Чоннам Дрегонс», за команду якого виступав протягом 2011—2012 років.

## Виступи за збірну
1993 року дебютував в офіційних матчах у складі національної збірної Південної Кореї. Протягом 1990-х залучався до лав національної збірної здебільшого як резвервний воротар. У такому статусі був включений до заявки команди на фінальну частину чемпіонату світу 1994 року у США. На цьому турнірі взяв участь в єдиному матчі — вийшов на поле у перерві останньої гри групового етапу проти збірної Німеччини, після того, як основний голкіпер корейців Чхве Ін Йон пропустив у першому таймі три м'ячі. Лі залишив свої ворота недоторканими протягом другої половини зустрічі, а його партнери по команді натомість двічі відзначалися забитими голами, проте матч корейці врешті-решт програли з рахунком 2:3 і завершили свої виступи на турнірі.
Вже у 2000 році досить досвідчений на той час 27-річний гравець став основним воротарем збірної. Зокрема захищав її ворота у 5 з 6 матчів тогорічного Кубка Азії, на якому південнокорейці стали бронзовими призерами.
За два роки, у 2002, Корея була одним з господарів фінальної частини чемпіонату світу 2002 року, де дійшла до стадії півфіналів і посіла підсумкове четверте місце, а Лі пропустив лише 6 голів у 7 матчах, зокрема залишивши свої ворота «сухими» в матчах проти Польщі, Португалії та Іспанії. У грі з останньою, на стадії чвертьфіналів, основний і додатковий час якої завершився нульовою нічиєю, став чи не головним героєм, відбивши удар Хоакіна Санчеса у серії післяматчевих пенальті і вивівши таким чином свою команду у наступний раунд змагання.
У розіграші кубка Азії з футболу 2004 року, що проходив у Китаї, не пропустив жодного гола протягом трьох матчів групової стадії, проте вже у чвертьфінальній грі чотири рази дозволив забити гравцям збірної Ірану, які перемогли з рахунком 4:3 і вибили Південну Корею з турніру.
За два роки, на чемпіонаті світу 2006 року в Німеччині, теж був основним воротарем збірної, а також її капітаном. Цього разу корейці припинили боротьбу вже на груповії стадії, а Лі пропустив чотири м'ячі у трьох матчах.
2007 року вдруге став бронзовим призером Кубка Азії, в рамках тогорічного розіграшу трофею пропустив три голи у двох стартових матчах групового етапу, після чого не дозволяв відзначитися нападникам команд суперників і відіграв чотири гри «на нуль». При цьому корейці двічі брали гору над суперниками в серіях післяматчевих пенальті, а також програли одну таку серії — у півфінальній грі проти іракців.
Згодом Лі був основним воротарем в іграх відбору до чемпіонату світу 2010 року і допоміг команді кваліфікуватися для участі у його фінальній стадії. На самому ж мундіалі, що відбувався в ПАР, тренерський штаб збірної віддав перевагу молодшому воротареві Чон Сон Рьону, а 37-річний на той час Лі Ун Дже провів четвертий для себе чемпіонат світу на лаві для запасних.
Загалом ротягом кар'єри у національній команді, яка тривала 18 років, провів у формі головної команди країни 134 матчі, пропустивши 117 голів. Крім згаданих турнірів також брав участь у розіграші Кубка конфедерацій 2001 року та розіграші Золотого кубка КОНКАКАФ 2002 року, де корейці були запрошеною командою.
| Дата       | Місто              | Господарі         | Результат             | Гості                | Турнір                                   | Голи | Примітки |
| ---------- | ------------------ | ----------------- | --------------------- | -------------------- | ---------------------------------------- | ---- | -------- |
| 8-2-1993   | Куала-Лумпур       | Південна Корея    | 3 – 0                 | Індонезія            | Pestabola Merdeka 1993                   | -    |          |
| 10-2-1993  | Куала-Лумпур       | Гана              | 1 – 3                 | Південна Корея       | Pestabola Merdeka 1993                   | -1   |          |
| 14-2-1993  | Куала-Лумпур       | Малайзія          | 3 – 1                 | Південна Корея       | Pestabola Merdeka 1993                   | -3   |          |
| 11-6-1994  | Даллас             | Гондурас          | 0 – 3                 | Південна Корея       | товариський матч                         | -    | 45'      |
| 27-6-1994  | Даллас             | Німеччина         | 3 – 2                 | Південна Корея       | ЧС 1994 - 1-й етап                       | -    | 45'      |
| 12-6-1999  | Сеул               | Південна Корея    | 3 – 1                 | Мексика              | Кубок Кореї 1999                         | -1   |          |
| 15-6-1999  | Сеул               | Південна Корея    | 0 – 0                 | Єгипет               | Кубок Кореї 1999                         | -    |          |
| 23-1-2000  | Палмерстон-Норт    | Нова Зеландія     | 0 – 0                 | Південна Корея       | товариський матч                         | -    |          |
| 4-10-2000  | Абу-Дабі           | ОАЕ               | 1 – 1 д.ч. (3-2 п.п.) | Південна Корея       | Кубок LG                                 | -1   |          |
| 7-10-2000  | Абу-Дабі           | Південна Корея    | 4 – 2                 | Австралія            | Кубок LG                                 | -2   |          |
| 13-10-2000 | Триполі            | Південна Корея    | 2 – 2                 | КНР                  | Кубок Азії 2000 - 1-й етап               | -1   |          |
| 19-10-2000 | Триполі            | Південна Корея    | 3 – 0                 | Індонезія            | Кубок Азії 2000 - 1-й етап               | -    |          |
| 23-10-2000 | Триполі            | Іран              | 1 – 2                 | Південна Корея       | Кубок Азії 2000 - чвертьфінал            | -1   |          |
| 26-10-2000 | Бейрут             | Південна Корея    | 1 – 2                 | Саудівська Аравія    | Кубок Азії 2000 - півфінал               | -2   |          |
| 29-10-2000 | Бейрут             | КНР               | 0 – 1                 | Південна Корея       | Кубок Азії 2000 - гра за третє місце     | -    |          |
| 24-1-2001  | Гонконг            | Південна Корея    | 2 – 3                 | Норвегія             | Кубок Carlsberg                          | -3   |          |
| 11-2-2001  | Дубай              | ОАЕ               | 1 – 4                 | Південна Корея       | Кубок Emirates 2001                      | -1   |          |
| 24-4-2001  | Каїр               | Південна Корея    | 1 – 0                 | Іран                 | Кубок LG                                 | -    |          |
| 25-5-2001  | Сувон              | Південна Корея    | 0 – 0                 | Камерун              | товариський матч                         | -    |          |
| 30-5-2001  | Тегу               | Франція           | 5 – 0                 | Південна Корея       | Кубок Конфедерацій                       | -5   |          |
| 1-6-2001   | Ульсан             | Південна Корея    | 2 – 1                 | Мексика              | Кубок Конфедерацій                       | -1   |          |
| 3-6-2001   | Сувон              | Південна Корея    | 1 – 0                 | Австралія            | Кубок Конфедерацій                       | -    |          |
| 15-8-2001  | Брно               | Чехія             | 5 – 0                 | Південна Корея       | товариський матч                         | -5   |          |
| 13-9-2001  | Теджон             | Південна Корея    | 2 – 2                 | Нігерія              | товариський матч                         | -2   |          |
| 8-11-2001  | Чонджу             | Південна Корея    | 0 – 1                 | Сенегал              | товариський матч                         | -1   |          |
| 10-11-2001 | Сеул               | Південна Корея    | 2 – 0                 | Хорватія             | товариський матч                         | -    |          |
| 13-11-2001 | Кванджу            | Південна Корея    | 1 – 1                 | Хорватія             | товариський матч                         | -1   |          |
| 19-1-2002  | Пасадена           | США               | 2 – 1                 | Південна Корея       | Кубок КОНКАКАФ 2002 - 1-й етап           | -    |          |
| 27-1-2002  | Пасадена           | Мексика           | 0 – 0 д.ч. (2-4 п.п.) | Південна Корея       | Кубок КОНКАКАФ 2002 - чвертьфінал        | -    |          |
| 2-2-2002   | Пасадена           | Південна Корея    | 1 – 2                 | Канада               | Кубок КОНКАКАФ 2002 - гра за третє місце | -2   | 21'      |
| 13-2-2002  | Монтевідео         | Уругвай           | 2 – 1                 | Південна Корея       | товариський матч                         | -2   |          |
| 20-3-2002  | Картагена          | Фінляндія         | 0 – 2                 | Південна Корея       | товариський матч                         | -    |          |
| 27-4-2002  | Інчхон             | Південна Корея    | 0 – 0                 | КНР                  | товариський матч                         | -    |          |
| 21-5-2002  | Согвіпхо           | Південна Корея    | 1 – 1                 | Англія               | товариський матч                         | -1   |          |
| 4-6-2002   | Пусан              | Південна Корея    | 2 – 0                 | Польща               | ЧС 2002 - 1-й етап                       | -    |          |
| 10-6-2002  | Тегу               | Південна Корея    | 1 – 1                 | США                  | ЧС 2002 - 1-й етап                       | -1   |          |
| 14-6-2002  | Інчхон             | Португалія        | 0 – 1                 | Південна Корея       | ЧС 2002 - 1-й етап                       | -    |          |
| 18-6-2002  | Теджон             | Південна Корея    | 2 – 1                 | Італія               | ЧС 2002 - 1/8 фіналу                     | -1   |          |
| 22-6-2002  | Кванджу            | Іспанія           | 0 – 0 д.ч. (3-5 п.п.) | Південна Корея       | ЧС 2002 - чвертьфінал                    | -    |          |
| 25-6-2002  | Сеул               | Німеччина         | 1 – 0                 | Південна Корея       | ЧС 2002 - півфінал                       | -1   |          |
| 29-6-2002  | Тегу               | Південна Корея    | 2 – 3                 | Туреччина            | ЧС 2002 - гра за третє місце             | -3   |          |
| 20-11-2002 | Сеул               | Південна Корея    | 2 – 3                 | Бразилія             | товариський матч                         | -2   | 85'      |
| 29-3-2003  | Пусан              | Південна Корея    | 0 – 0                 | Колумбія             | товариський матч                         | -    |          |
| 16-4-2003  | Сеул               | Південна Корея    | 0 – 1                 | Японія               | товариський матч                         | -1   |          |
| 31-5-2003  | Токіо              | Японія            | 0 – 1                 | Південна Корея       | товариський матч                         | -    |          |
| 8-6-2003   | Сеул               | Південна Корея    | 0 – 2                 | Уругвай              | товариський матч                         | -2   |          |
| 11-6-2003  | Сеул               | Південна Корея    | 0 – 1                 | Аргентина            | товариський матч                         | -1   |          |
| 25-9-2003  | Інчхон             | Південна Корея    | 5 – 0                 | В'єтнам              | Відбір до Кубка Азії 2004                | -    |          |
| 27-9-2003  | Інчхон             | Південна Корея    | 1 – 0                 | Оман                 | Відбір до Кубка Азії 2004                | -    |          |
| 19-10-2003 | Маскат             | В'єтнам           | 1 – 0                 | Південна Корея       | Відбір до Кубка Азії 2004                | -1   |          |
| 21-10-2003 | Маскат             | Оман              | 3 – 1                 | Південна Корея       | Відбір до Кубка Азії 2004                | -3   |          |
| 24-10-2003 | Маскат             | Непал             | 0 – 7                 | Південна Корея       | Відбір до Кубка Азії 2004                | -    |          |
| 18-11-2003 | Сеул               | Південна Корея    | 0 – 1                 | Болгарія             | товариський матч                         | -1   |          |
| 4-12-2003  | Токіо              | Гонконг           | 1 – 3                 | Південна Корея       | Кубок Східної Азії 2003                  | -1   |          |
| 7-12-2003  | Сайтама            | Південна Корея    | 1 – 0                 | КНР                  | Кубок Східної Азії 2003                  | -    |          |
| 10-12-2003 | Йокогама           | Японія            | 0 – 0                 | Південна Корея       | Кубок Східної Азії 2003                  | -    |          |
| 18-2-2004  | Сувон              | Південна Корея    | 2 – 0                 | Ліван                | Відбір до ЧС 2006                        | -    |          |
| 31-3-2004  | Мале               | Мальдіви          | 0 – 0                 | Південна Корея       | Відбір до ЧС 2006                        | -    |          |
| 28-4-2004  | Інчхон             | Південна Корея    | 0 – 0                 | Парагвай             | товариський матч                         | -    |          |
| 2-6-2004   | Сеул               | Південна Корея    | 0 – 1                 | Туреччина            | товариський матч                         | -1   |          |
| 9-6-2004   | Теджон             | Південна Корея    | 2 – 0                 | В'єтнам              | Відбір до ЧС 2006                        | -    |          |
| 10-7-2004  | Кванджу            | Південна Корея    | 2 – 0                 | Бахрейн              | товариський матч                         | -    |          |
| 14-7-2004  | Сеул               | Південна Корея    | 1 – 1                 | Тринідад і Тобаго    | товариський матч                         | -1   |          |
| 19-7-2004  | Цзінань            | Південна Корея    | 0 – 0                 | Йорданія             | Кубок Азії 2004 - 1-й етап               | -    |          |
| 23-7-2004  | Цзінань            | ОАЕ               | 0 – 2                 | Південна Корея       | Кубок Азії 2004 - 1-й етап               | -    | 55'      |
| 27-7-2004  | Цзінань            | Південна Корея    | 4 – 0                 | Кувейт               | Кубок Азії 2004 - 1-й етап               | -    |          |
| 31-7-2004  | Цзінань            | Південна Корея    | 3 – 4                 | Іран                 | Кубок Азії 2004 - чвертьфінал            | -4   |          |
| 8-9-2004   | Хошимін            | В'єтнам           | 1 – 2                 | Південна Корея       | Відбір до ЧС 2006                        | -1   |          |
| 13-10-2004 | Бейрут             | Ліван             | 1 – 1                 | Південна Корея       | Відбір до ЧС 2006                        | -1   |          |
| 17-11-2004 | Сеул               | Південна Корея    | 2 – 0                 | Мальдіви             | Відбір до ЧС 2006                        | -    |          |
| 19-12-2004 | Пусан              | Південна Корея    | 3 – 1                 | Німеччина            | товариський матч                         | -1   | 88'      |
| 15-1-2005  | Лос-Анджелес       | Колумбія          | 2 – 1                 | Південна Корея       | товариський матч                         | -2   |          |
| 22-1-2005  | Карсон-Сіті        | Швеція            | 1 – 1                 | Південна Корея       | товариський матч                         | -1   |          |
| 4-2-2005   | Сеул               | Південна Корея    | 0 – 1                 | Єгипет               | товариський матч                         | -1   | 46'      |
| 9-2-2005   | Сеул               | Південна Корея    | 2 – 0                 | Кувейт               | Відбір до ЧС 2006                        | -    |          |
| 25-3-2005  | Даммам             | Саудівська Аравія | 2 – 0                 | Південна Корея       | Відбір до ЧС 2006                        | -2   |          |
| 30-3-2005  | Сеул               | Південна Корея    | 2 – 1                 | Узбекистан           | Відбір до ЧС 2006                        | -1   |          |
| 3-6-2005   | Ташкент            | Узбекистан        | 1 – 1                 | Південна Корея       | Відбір до ЧС 2006                        | -1   |          |
| 8-6-2005   | Ель-Кувейт         | Кувейт            | 0 – 4                 | Південна Корея       | Відбір до ЧС 2006                        | -    |          |
| 31-7-2005  | Теджон             | Південна Корея    | 1 – 1                 | КНР                  | Кубок Східної Азії 2003                  | -1   |          |
| 4-8-2005   | Чонджу             | Південна Корея    | 0 – 0                 | Північна Корея       | Кубок Східної Азії 2003                  | -    |          |
| 7-8-2005   | Тегу               | Південна Корея    | 0 – 1                 | Японія               | Кубок Східної Азії 2003                  | -1   |          |
| 17-8-2005  | Сеул               | Південна Корея    | 0 – 1                 | Саудівська Аравія    | Відбір до ЧС 2006                        | -1   |          |
| 12-10-2005 | Сеул               | Південна Корея    | 2 – 0                 | Іран                 | товариський матч                         | -    |          |
| 12-11-2005 | Сеул               | Південна Корея    | 2 – 2                 | Швеція               | товариський матч                         | -2   |          |
| 16-11-2005 | Сеул               | Південна Корея    | 2 – 0                 | Сербія та Чорногорія | товариський матч                         | -    |          |
| 18-1-2006  | Дубай              | ОАЕ               | 1 – 0                 | Південна Корея       | товариський матч                         | -1   |          |
| 21-1-2006  | Ер-Ріяд            | Греція            | 1 – 1                 | Південна Корея       | Кубок LG                                 | -1   |          |
| 25-1-2006  | Ер-Ріяд            | Фінляндія         | 0 – 1                 | Південна Корея       | Кубок LG                                 | -    |          |
| 29-1-2006  | Гонконг            | Південна Корея    | 2 – 0                 | Хорватія             | Кубок Carlsberg                          | -    |          |
| 1-2-2006   | Гонконг            | Південна Корея    | 1 – 3                 | Данія                | Кубок Carlsberg                          | -3   |          |
| 11-2-2006  | Окленд             | Південна Корея    | 2 – 0                 | Коста-Рика           | товариський матч                         | -    |          |
| 15-2-2006  | Лос-Анджелес       | Мексика           | 0 – 1                 | Південна Корея       | товариський матч                         | -    |          |
| 22-2-2006  | Алеппо             | Сирія             | 1 – 2                 | Південна Корея       | Відбір до Кубка Азії 2007                | -1   |          |
| 1-3-2006   | Сеул               | Південна Корея    | 1 – 0                 | Ангола               | товариський матч                         | -    |          |
| 23-5-2006  | Сеул               | Південна Корея    | 1 – 1                 | Сенегал              | товариський матч                         | -1   |          |
| 26-5-2006  | Сеул               | Південна Корея    | 2 – 0                 | Боснія і Герцеговина | товариський матч                         | -    |          |
| 1-6-2006   | Осло               | Норвегія          | 0 – 0                 | Південна Корея       | товариський матч                         | -    | 38'      |
| 4-6-2006   | Единбург           | Гана              | 3 – 1                 | Південна Корея       | товариський матч                         | -3   |          |
| 13-6-2006  | Франкфурт-на-Майні | Південна Корея    | 2 – 1                 | Того                 | ЧС 2006 - 1-й етап                       | -1   |          |
| 18-6-2006  | Лейпциг            | Франція           | 1 – 1                 | Південна Корея       | ЧС 2006 - 1-й етап                       | -1   |          |
| 23-6-2006  | Ганновер           | Швейцарія         | 2 – 0                 | Південна Корея       | ЧС 2006 - 1-й етап                       | -2   |          |
| 6-9-2006   | Сувон              | Південна Корея    | 8 – 0                 | Китайський Тайбей    | Відбір до Кубка Азії 2007                | -    |          |
| 2-6-2007   | Сеул               | Південна Корея    | 0 – 2                 | Нідерланди           | товариський матч                         | -2   |          |
| 5-7-2007   | Сеул               | Південна Корея    | 2 – 1                 | Узбекистан           | товариський матч                         | -1   |          |
| 11-7-2007  | Джакарта           | Південна Корея    | 1 – 1                 | Саудівська Аравія    | Кубок Азії 2007 - 1-й етап               | -1   |          |
| 15-7-2007  | Джакарта           | Бахрейн           | 2 – 1                 | Південна Корея       | Кубок Азії 2007 - 1-й етап               | -2   | 55'      |
| 18-7-2007  | Джакарта           | Індонезія         | 0 – 1                 | Південна Корея       | Кубок Азії 2007 - 1-й етап               | -    |          |
| 22-7-2007  | Куала-Лумпур       | Південна Корея    | 0 – 0 д.ч. (2-4 п.п.) | Іран                 | Кубок Азії 2007 - чвертьфінал            | -    |          |
| 25-7-2007  | Куала-Лумпур       | Ірак              | 0 – 0 д.ч. (4-3 п.п.) | Південна Корея       | Кубок Азії 2007 - півфінал               | -    |          |
| 28-7-2007  | Палембанг          | Південна Корея    | 0 – 0                 | Японія               | Кубок Азії 2007 - гра за третє місце     | -    |          |
| 14-11-2008 | Доха               | Катар             | 1 – 1                 | Південна Корея       | товариський матч                         | -1   | 74'      |
| 28-11-2008 | Ер-Ріяд            | Саудівська Аравія | 0 – 2                 | Південна Корея       | Відбір до ЧС 2010                        | -    |          |
| 1-2-2009   | Дубай              | Сирія             | 1 – 1                 | Південна Корея       | товариський матч                         | -1   |          |
| 4-2-2009   | Дубай              | Бахрейн           | 2 – 2                 | Південна Корея       | товариський матч                         | -2   |          |
| 11-2-2009  | Тегеран            | Іран              | 1 – 1                 | Південна Корея       | Відбір до ЧС 2010                        | -1   |          |
| 28-3-2009  | Сувон              | Південна Корея    | 2 – 1                 | Ірак                 | товариський матч                         | -1   |          |
| 1-4-2009   | Сеул               | Південна Корея    | 1 – 0                 | Північна Корея       | Відбір до ЧС 2010                        | -    |          |
| 2-6-2009   | Дубай              | ОАЕ               | 0 – 2                 | Південна Корея       | Відбір до ЧС 2010                        | -    |          |
| 10-6-2009  | Сеул               | Південна Корея    | 0 – 0                 | Саудівська Аравія    | Відбір до ЧС 2010                        | -    |          |
| 17-6-2009  | Сеул               | Південна Корея    | 1 – 1                 | Іран                 | Відбір до ЧС 2010                        | -1   |          |
| 12-8-2009  | Сеул               | Південна Корея    | 1 – 0                 | Парагвай             | товариський матч                         | -    |          |
| 5-9-2009   | Сеул               | Південна Корея    | 3 – 1                 | Австралія            | товариський матч                         | -1   |          |
| 14-10-2009 | Сеул               | Південна Корея    | 2 – 0                 | Сенегал              | товариський матч                         | -    |          |
| 14-11-2009 | Есб'єрг            | Данія             | 0 – 0                 | Південна Корея       | товариський матч                         | -    |          |
| 9-1-2010   | Йоганнесбург       | Замбія            | 4 – 2                 | Південна Корея       | товариський матч                         | -4   |          |
| 18-1-2010  | Малага             | Фінляндія         | 0 – 2                 | Південна Корея       | товариський матч                         | -    |          |
| 7-2-2010   | Токіо              | Південна Корея    | 5 – 0                 | Гонконг              | Кубок Східної Азії 2010                  | -    |          |
| 10-2-2010  | Токіо              | Південна Корея    | 1 – 3                 | КНР                  | Кубок Східної Азії 2010                  | -3   |          |
| 14-2-2010  | Токіо              | Японія            | 1 – 3                 | Південна Корея       | Кубок Східної Азії 2010                  | -1   |          |
| 3-3-2010   | Лондон             | Кот-д'Івуар       | 0 – 2                 | Південна Корея       | товариський матч                         | -    |          |
| 30-5-2010  | Куфштайн           | Білорусь          | 1 – 0                 | Південна Корея       | товариський матч                         | -1   |          |
| 3-6-2010   | Інсбрук            | Іспанія           | 1 – 0                 | Південна Корея       | товариський матч                         | -    | 46'      |
| 11-8-2010  | Сувон              | Південна Корея    | 2 – 1                 | Нігерія              | товариський матч                         | -1   | 27'      |
| Усього     |                    | Матчів            | 134                   |                      | Голів                                    | -117 |          |

## Титули
- Чемпіон Південної Кореї (4):

«Сувон Самсунг Блювінгз»: 1998, 1999, 2004, 2008
- Володар Суперкубка Південної Кореї (2):

«Сувон Самсунг Блювінгз»: 1999, 2005
Збірні
- Бронзовий призер Кубка Азії: 2000, 2007
- Бронзовий призер Азійських ігор: 2002
- Переможець Кубка Східної Азії: 2003